# Chiesa di Santa Maria dei Servi (Venezia)
La Chiesa di Santa Maria dei Servi fu un edificio religioso di Venezia, situato nel sestiere di Cannaregio. Costruito nel XIV secolo dall'ordine dei Servi di Maria, venne poi distrutto per volere di Napoleone nel XIX secolo e se ne conservò la cappella dei Lucchesi o del Volto Santo, importante esempio dell'architettura gotica veneziana. Successivamente all'abbandono il luogo acquisì diverse funzioni, quali centro di recupero per giovani scarcerate e mensa dei poveri. Attualmente ospita una casa studentesca religiosa e un ostello per turisti.

## Storia

### Costruzione ad opera dell'ordine di Santa Maria dei Servi

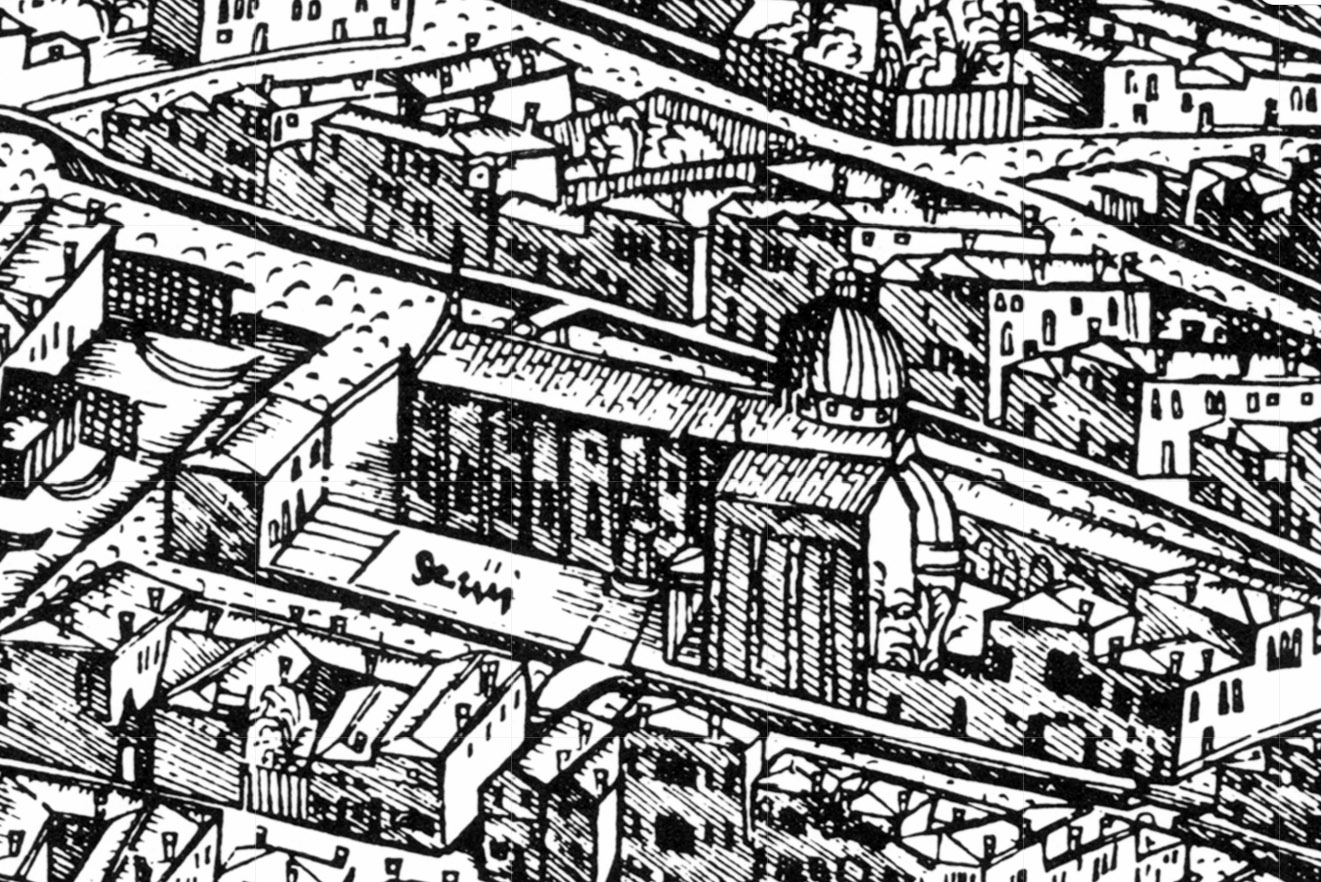
La chiesa ed il convento di Santa Maria dei Servi nella Veduta di Venezia di Jacopo de' Barbari, 1500

La Chiesa di Santa Maria dei Servi venne costruita a partire dal 1318 su volontà dell'ordine di Santa Maria dei Servi. Questo ordine religioso minore era stato fondato a Firenze nel 1245 dalla profonda devozione a Santa Maria; si insediò nel Veneto a partire dal XIV secolo, periodo storico dal clima pacifico di distensione e di rinnovata concordia nei rapporti tra la Sede Apostolica e il Governo Veneziano, avocando a sé la concessione di stabilire nuove fondazioni. Nel tempo la comunità di Santa Maria dei Servi riuscì gradualmente ad affermarsi, seppur non superando le altre comunità mendicanti minori della città, radicandosi però nel territorio fino ad ottenere la possibilità di costruire il proprio complesso religioso, favorita dall'aiuto del benefattore laico Giovanni d'Avanzo.
Nel 1318 venne posizionata la prima pietra, tuttavia la costruzione si protrasse nel tempo fino alla consacrazione del 7 novembre 1491 per mezzo del vescovo di Corinto Antonio Saracco. Tra il XVI e il XVIII la chiesa fu soggetta ad alcuni restauri e cambiamenti soprattutto all'interno della chiesa con allestimento di nuovi altari e sepolture, e un arricchimento del patrimonio artistico di pale, sculture e arredi.

### Distruzione della chiesa e soppressione napoleonica

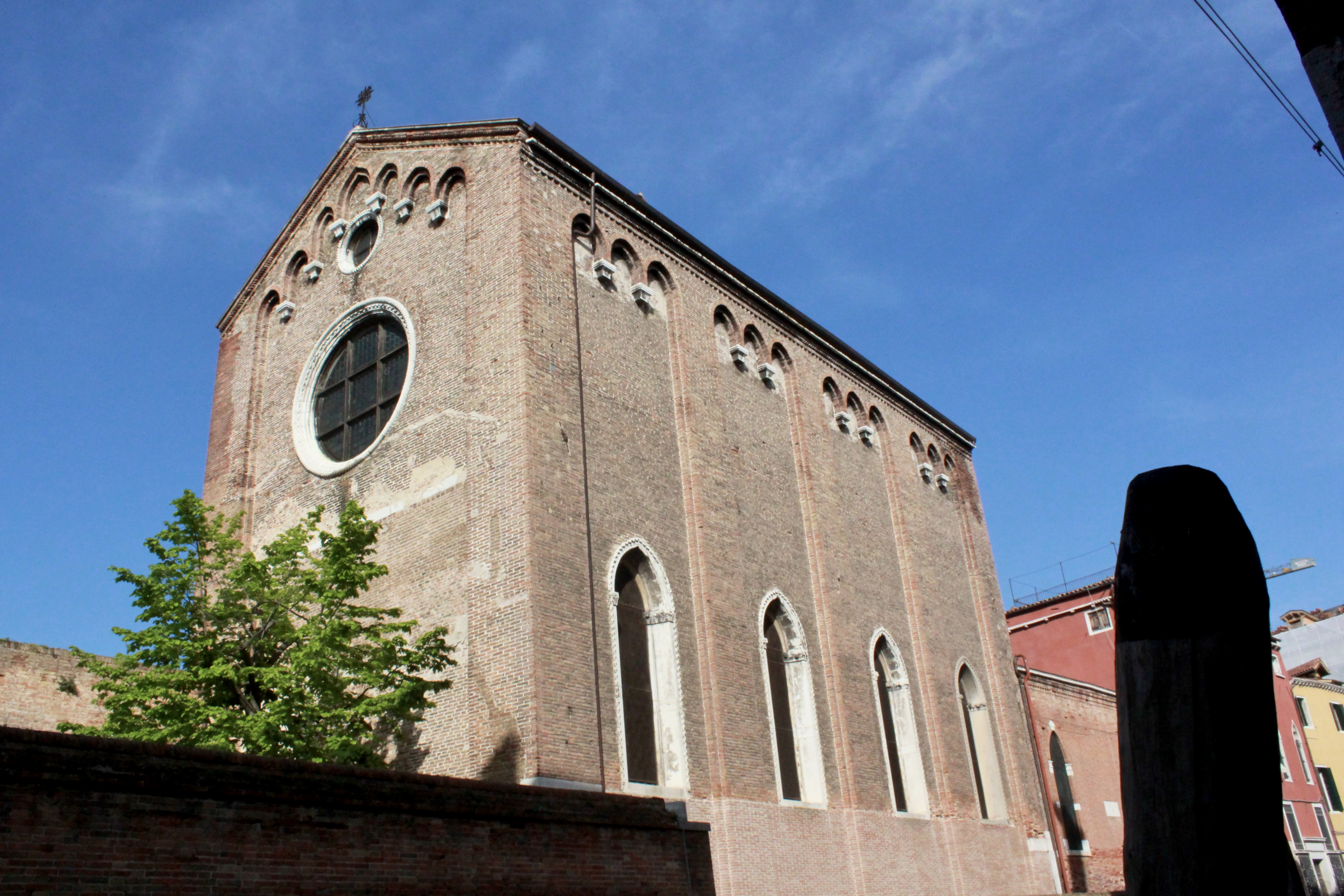
Vista della Cappella dei Lucchesi o del Volto Santo

In occasione della occupazione francese della Repubblica di Venezia e la soppressione napoleonica, tra il 1812 e il 1813 venne ordinato lo smantellamento della chiesa, successivamente all'entrata in vigore degli editti napoleonici e ad un'ordinanza del vice legale veneziano che ordinava la soppressione generale di tutti gli ordini religiosi ad eccezione di quelli dedicati principalmente all'educazione e alla cura di malati, introdotta il 25 aprile del 1810, poi minuziosamente pianificata dall'amministrazione veneziana. Il 12 maggio 1812 ad annunciare ufficialmente il disfacimento della Chiesa di Santa Maria dei Servi fu l'intendente di finanza Francesco Vendramin. Il 4 giugno ha inizio la demolizione su supervisione dell'ingegnere Alessandro Ganassa assistito dall'architetto Giuseppe Salvadori: durante questa fase fu per loro necessario conservare la Cappella dei Lucchesi o Del Volto Santo (30 marzo 1815, dopo aver già smantellato il convento e la chiesa) questo perché si caratterizzava per importanti elementi architettonici quali colonne, pilastri e affreschi, che secondo gli esperti dovevano essere conservati, riutilizzando successivamente la cappella e trasformandola dandole una nuova funzione, si pensava potesse diventare un ospizio, nel tempo venne poi utilizzata come semplice magazzino. La Cappella dei Lucchesi è così nota perché dedicata ad un'antica confraternita del Volto Santo dei Lucchesi, formatosi in seguito all'emigrazione degli abitanti di Lucca a causa del saccheggio di Lucca da parte della fazione ghibellina (14 giugno 1314): molti di questi emigrarono a Venezia e si convertirono in una comunità di stampo industriale e commerciale specializzata nel campo dell'industria della seta, oltre che diventare importanti mercanti e banchieri, per questo motivo nel tempo osservarono un grande numero di privilegi di cittadinanza, tra cui la stessa dedica alla cappella della Chiesa di Santa Maria dei Servi. Non a caso le due comunità entrarono in contatto, probabilmente per le comuni origini toscane, e i Lucchesi trovarono rifugio dalle turbolenze politiche nell'ordine diventando grandi sostenitori dello stesso, motivo per il quale nel 1360 in segno di riconoscimento, l'ordine permise ai Lucchesi di costruire la propria Cappella, consacrata nel 1376 e dedicata al Cristo Crocifisso sotto il titolo del volto del Santo, sotto la protezione di San Marco e San Martino.

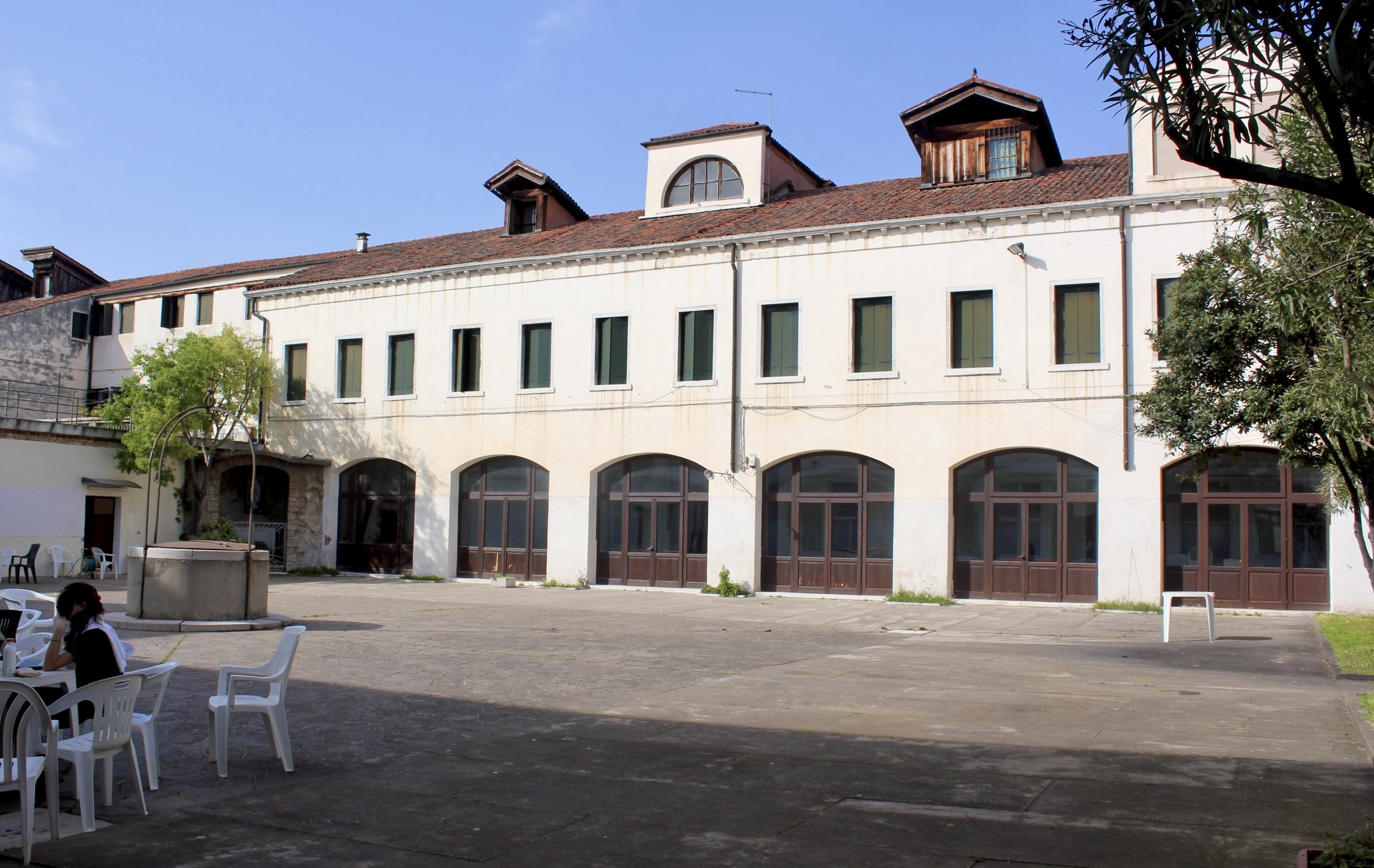
Casa Studentesca Santa Fosca: cortile interno

### Recupero
Il 27 aprile 1859 Daniele Canal, Servo di Maria, abate e precettore, assieme alla sua allieva Anna Maria Marovich (poi sepolta nella sala posteriore alla Cappella dei Lucchesi), acquistarono l'isola su cui sorgeva la chiesa e vi costruirono l'Istituto delle Pie Signore Riparatrici dei SS. Cuori di Gesù e Maria anche note come Suore della Riparazione, un istituto religioso specializzato nell'accoglienza delle donne uscite dal carcere e alla loro rieducazione all'interno della società. Il 1 novembre 1864 verrà inaugurato con il nome di Patronato per le Dimesse dal Carcere per poi diventare più appropriatamente Casa della Sacra Famiglia che arriverà ad ospitare fino a 250 donne.

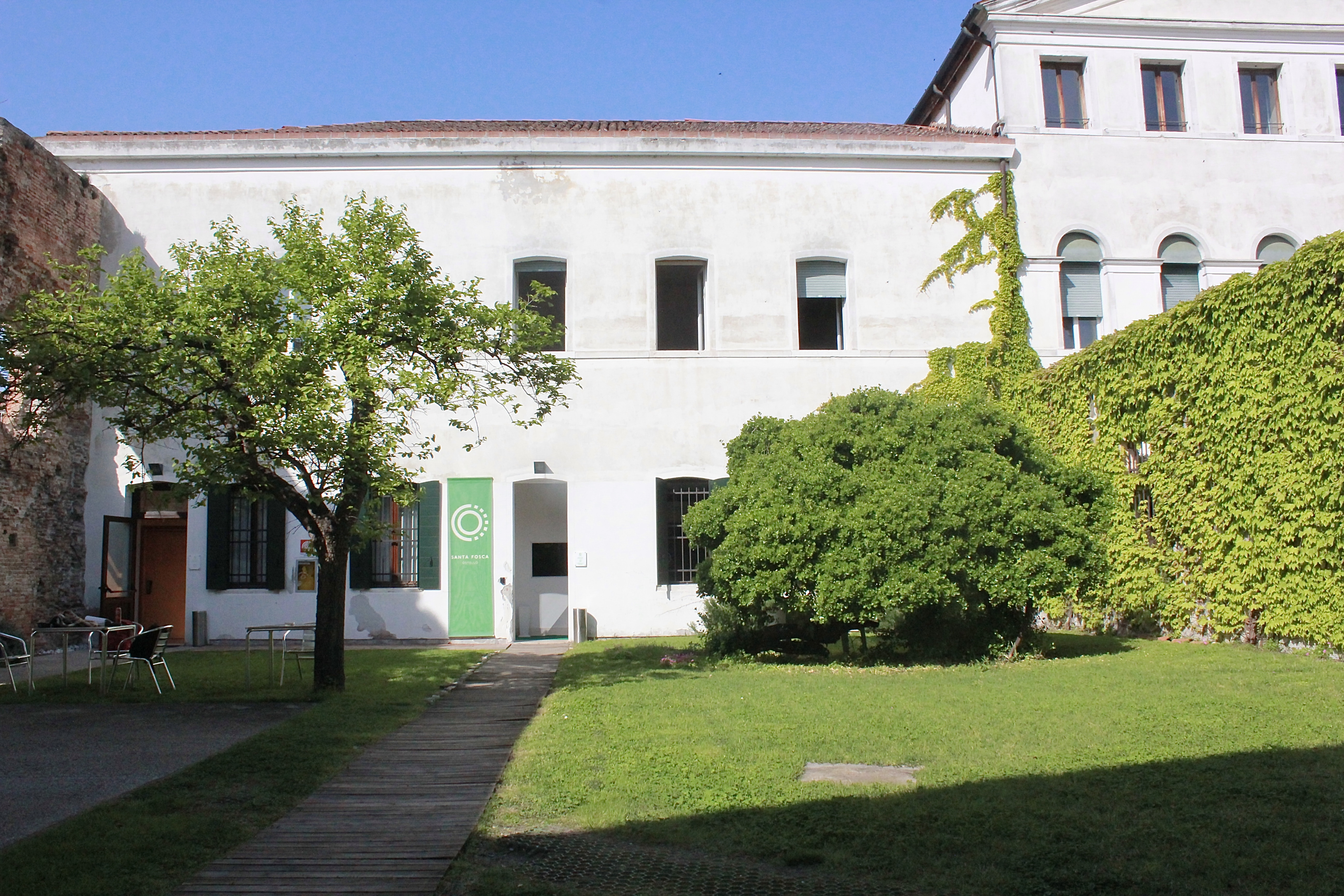
Ostello Santa Fosca

### Dagli anni ottanta del Novecento
Negli anni ottanta del Novecento venne meno l'uso degli edifici a tali scopi motivo per il quale divenne luogo ad ospitare attività ed iniziative di vario genere: un esempio è l'ubicazione della Betania ovvero, mensa per i senzatetto, fondata dalla Diocesi di Venezia e il patriarca Marco Ce'. Nel 1981 venne fondata la Casa Studentesca di Santa Fosca gestita dal Centro di Pastorale Universitaria di Santa Fosca, centro che accoglie studenti universitari della città di Venezia; poco dopo alla casa studentesca venne affiancato un ostello che ospita ogni anno 8000 visitatori e le cui entrate sostengono la casa studentesca e gli studenti che vi risiedono.

## Descrizione

### Collocazione

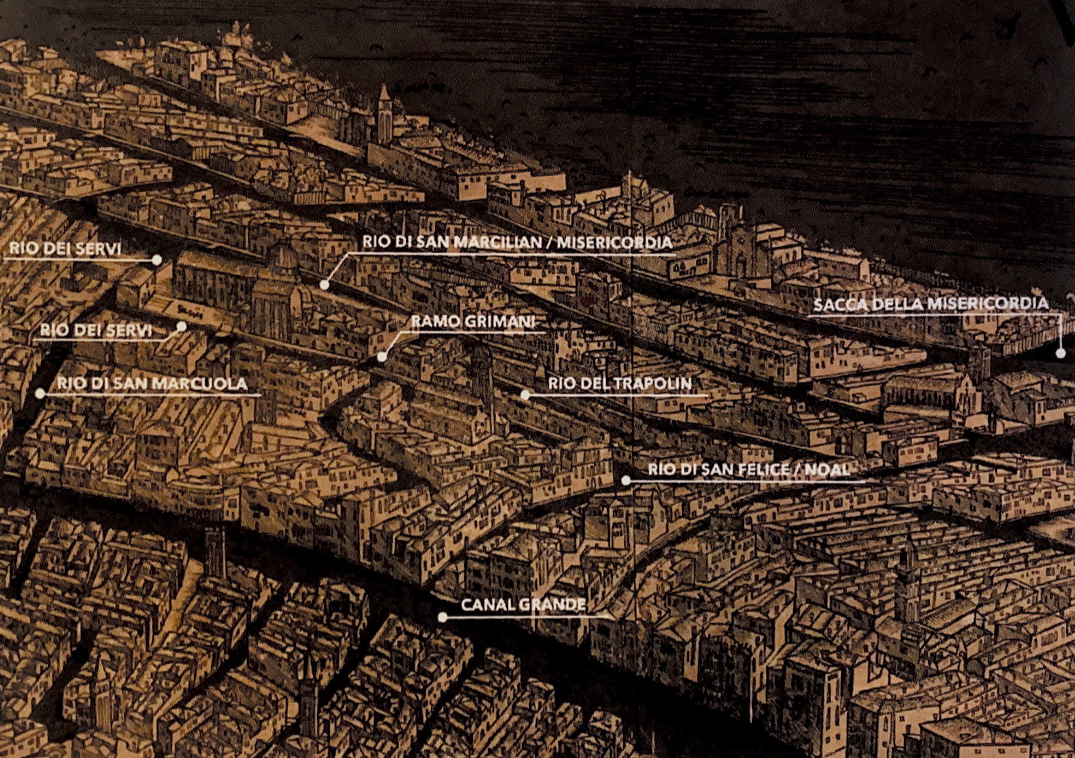
Jacopo de' Barbari, Venetie MD, particolare dell'insula dei Servi

La chiesa venne costruita su una piccola isola interna di Venezia dalla forma squadrata circondata da un recinto di acqua: confina a nord con l'importante direttrice del Rio di San Marcilian, poi della Misericordia, che proseguiva sino alla laguna, e a sud con il Rio dei Servi, prolungamento del Rio di Santa Fosca, entrambe queste diramazioni unitamente al parallelo Rio del Trapolin, sfociavano nel Canale Collettore di San Felice, poi di Noal, arteria fondamentale di collegamento tra il Canal Grande e la Sacca della Misericordia, insenatura presso stazionavano imbarcazioni provenienti da Trieste e da Treviso.

### Esterno
Le rimanenze dell'edificio ancora presenti, integralmente, o anche solo in parte, concernono la sezione inferiore della facciata, con portale gotico, e la cappella del Volto Santo, conosciuta anche come la cappella dei Lucchesi. La realizzazione del complesso di Santa Maria dei Servi venne intrapresa nel XIV secolo e conclusa solamente il secolo successivo.

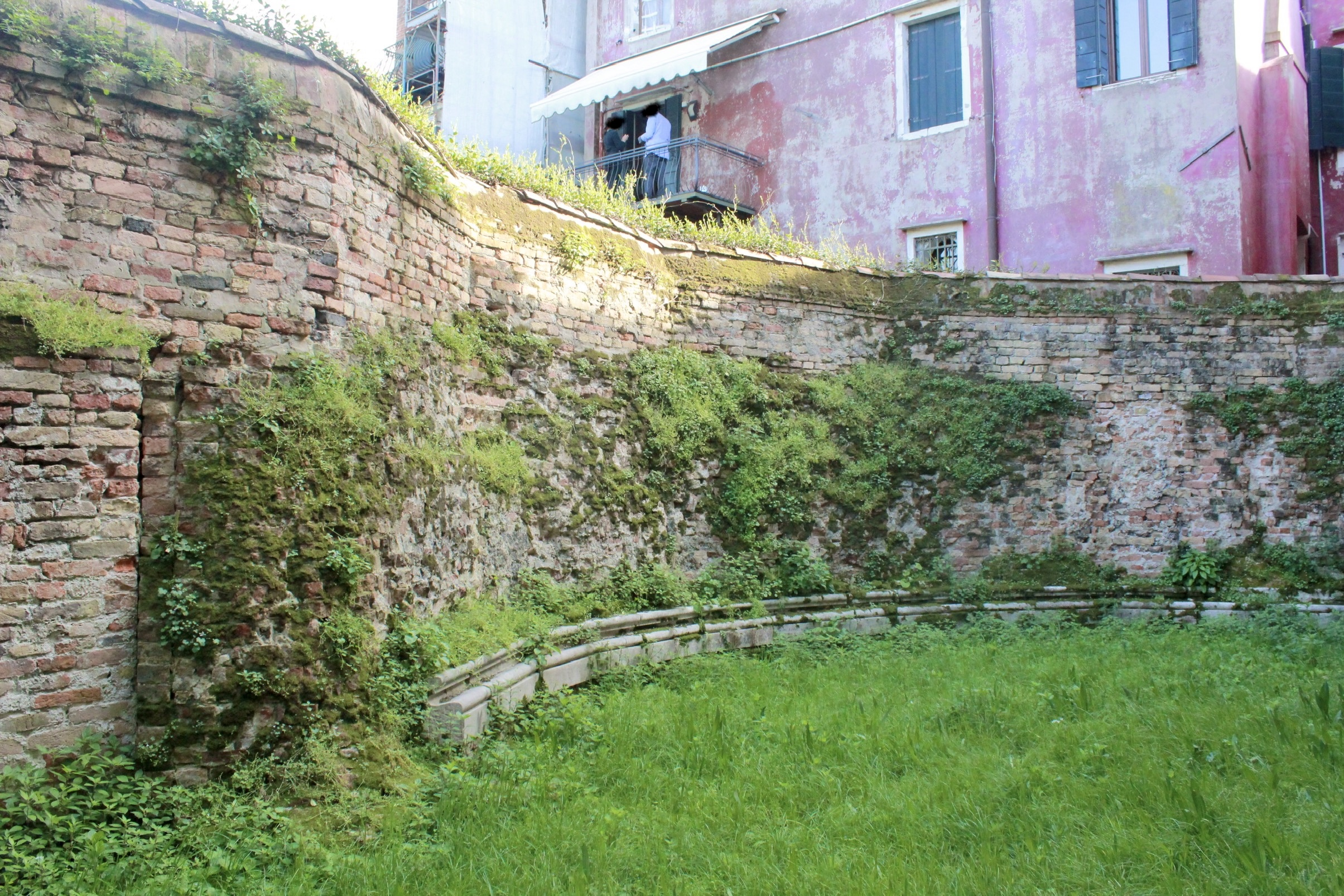
Resti della zona absidale

L'impianto della chiesa, in origine, era costituito da un'unica navata orientata verso est, che si sviluppava in lunghezza e che terminava in tre absidi di cui, quello centrale di dimensioni maggiori. Una delle principali caratteristiche era lo spiccato verticalismo, tipico della stagione gotica. Gli elementi architettonici, di cui la chiesa si componeva, hanno lasciato esigue tracce della loro presenza: tra queste la cappella del Volto Santo, terminata nel 1365, la cui parete nord confinava con quella sud della navata della chiesa. Esternamente la parete sud della cappella, ancora visibile, presenta delle lesene, alle quali si alternano terne di archetti pensili e monofore ogivali.

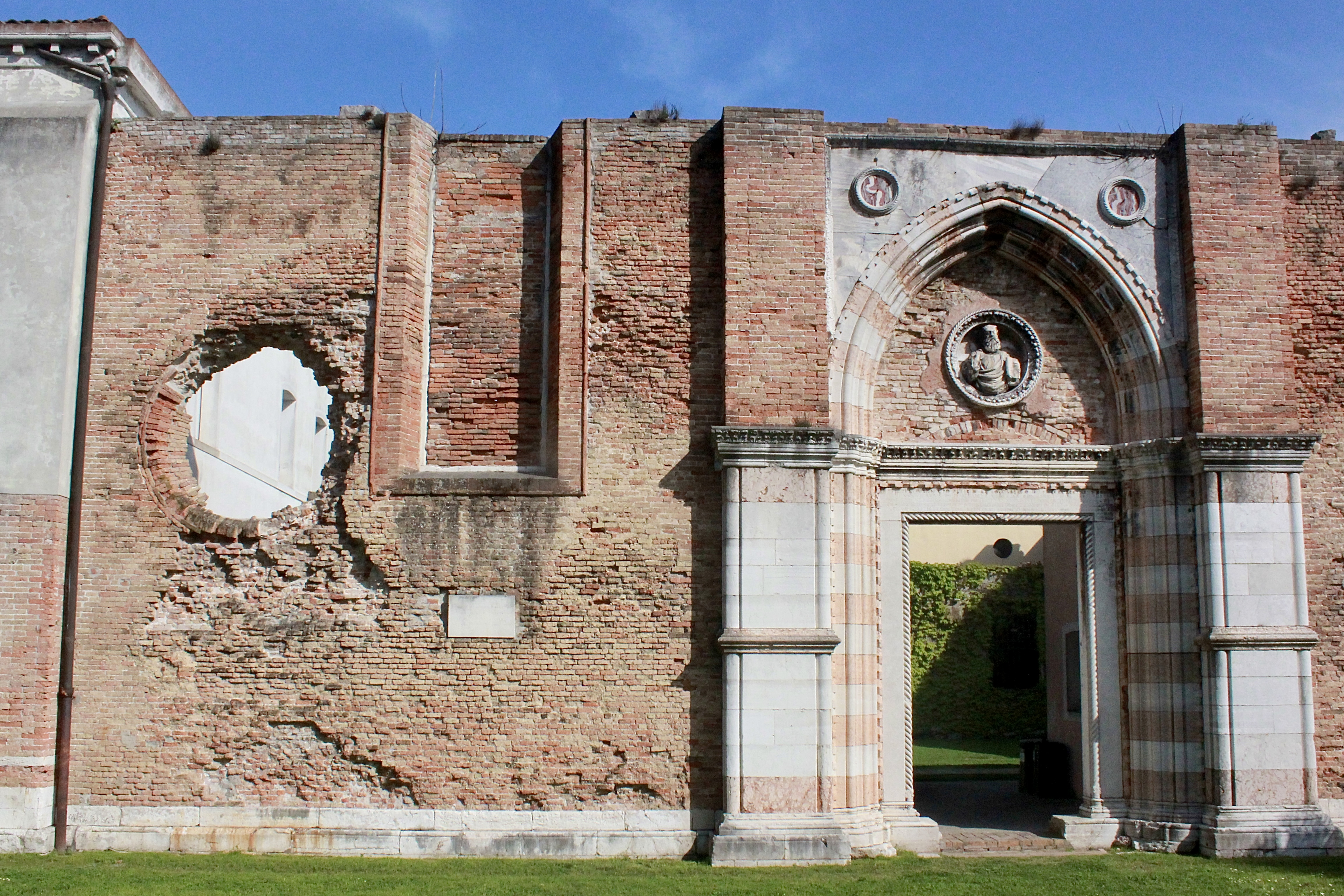
Resti della facciata e del portale

La chiesa, compresa di spessori murari, presentava una lunghezza massima di 82 metri, una larghezza di circa 23 metri e un'altezza, misurata nella sommità della copertura, di 26 metri. L'ampio spessore è da attribuirsi all'utilizzo di una tipologia di mattone denominato altinella, un laterizio di piccole dimensioni che si diffuse all'inizio del XIV secolo soprattutto con il fine di erigere i muri di confine dei chiostri. L'edificio era costituito da una facciata a capanna in cui due lesene, terminanti in cuspidi, tripartivano la superficie e, nello stesso momento, inquadravano ai lati altrettante monofore e oculi centrali. L'ubicazione dei due portali risale alla fine del XIV secolo: il primo fu posto a ovest nella facciata principale, mentre il secondo, conosciuto anche come il portale “del Pellegrino”, venne realizzato a sud, nella parete laterale della chiesa, utilizzando materiali di riuso. Quest'ultimo portale di accesso è costituito da un arco a tutto sesto, unito ad un ulteriore arco bicromo a sesto acuto e inquadrato da paraste, su cui vennero poste piccole colonne a puro scopo decorativo. Negli anni Sessanta del XV secolo venne costruita nella zona del presbiterio una cupola poggiante su un tamburo forato da dodici o sedici finestre, con estradosso che riprendeva, negli elementi principali, il modello marciano. A oriente l'unica rimanenza odierna consiste in una porzione della zona absidale: costruita in pietra d'Istria, essa era costituita da due absidi semicircolari minori ai lati e, al centro, da uno di più ampie dimensioni, di forma semicircolare all'esterno ed esagonale all'interno.
Un ulteriore ambiente di cui si compone il complesso di Santa Maria dei Servi è la cappella del Volto Santo, costruita tra il 1360 e il 1365 nel lato meridionale della chiesa, essa si sviluppa in lunghezza per 22 metri e in larghezza per 11 metri. La facciata principale rivolta a ovest e la parete a sud, sono scandite da lesene che affiancano porzioni di superficie terminanti in terne di archi ogivali a doppia ghiera, questi ultimi sostenuti a loro volta da basamenti in pietra d'Istria. La luce riesce a penetrare negli spazi interni attraverso un oculo, riposto nella facciata principale sopra al rosone, di dimensioni più ampie e decorato da modanature a dentelli. Originariamente l'ingresso della cappella avrebbe dovuto essere preceduto da un portico a tre arcate, di cui rimangono solamente alcune tracce in prossimità del portale. In seguito venne realizzata una scala a chiocciola in un angolo a ridosso della parete meridionale della chiesa, così da permettere l'accesso al portico, che era rialzato di un piano. Tale ambiente, la cui copertura raggiungeva il livello della cornice del rosone, venne ipotizzato comunicasse con la cantoria della chiesa. Nella contro facciata sono presenti inoltre elementi quali colonne, pilastri e i resti di quattro archi a tutto sesto, giustificabili con la probabile presenza in origine di una loggia interna.

### Interno
La demolizione della chiesa di Santa Maria dei Servi a fine Ottocento ha portato a una vasta dispersione del patrimonio artistico e culturale presenta all'interno del convento. Il legame tra il convento e la città si basava sulla presenza di memorie funebri che si stratificarono nel tempo nella chiesa. La Chiesa di Santa Maria dei Servi concedeva la possibilità di realizzare delle celebrazioni per la salvezza dell'anima dei defunti e per le loro famiglie. In cambio il convento riscuoteva una quota economica per la celebrazione della messa con la possibilità di rendita per garantirne la durata nel tempo. Il libro di memorie, composto alla metà del XVI secolo, non solo testimonia la quantità di messe che venivano richieste per i propri cari ma consente di delineare gli ambienti e gli arredi della chiesa durante il XV secolo. Era comune che alcuni fedeli, invece di fornire una rimunerazione economica al convento, donassero oggetti di valore affinché venisse celebrata una messa in loro onore. È il caso di Negro Cianciari e Cristoforo dalla Lana che offrirono alla Chiesa dei calici e dei messali.
La Chiesa di Santa Maria dei Servi si inserisce nel panorama veneziano durante il Rinascimento maturo, momento in cui venne aumentata la produzione artistica delle famiglie religiose osservanti, in particolare dei francescani e dei domenicani. Man mano che le famiglie osservanti diffondevano nuove ipotesi teologiche, si divulgavano nuovi decori figurativi. Un importante committente della Chiesa di Santa Maria dei Servi fu Giacomo De Franceschi, vicario dell'osservanza.

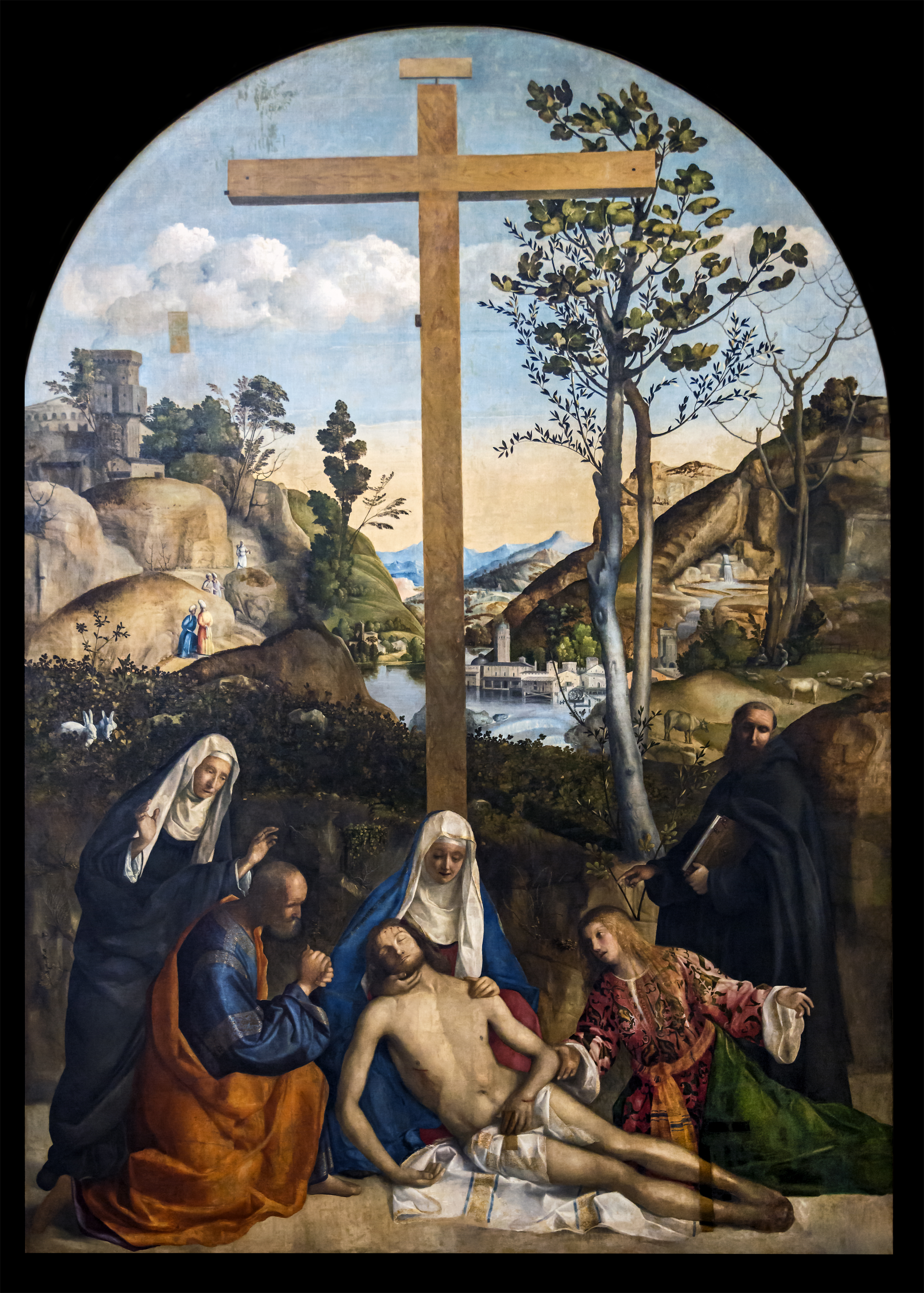
Giovanni Bellini, Compianto sul Cristo morto, Venezia, Gallerie dell'Accademia

Un'importante opera che venne realizzata nel Cinquecento per le famiglie osservanti da Giovanni Bellini fu il Compianto sul Cristo morto e i beati Bonaventura da Forlì e Giovanna da Firenze, ora presente alle Gallerie dell'Accademia a Venezia. La pala venne realizzata intorno al 1513-1514 in cui al centro della scena sono presenti Giuseppe d'Arimatea e Maria Maddalena inginocchiati mentre i due Servi di Maria ai lati presentano una posizione eretta. Nello sfondo si apre un paesaggio riconducibile all'età matura di Bellini. I due Servi di Maria sono stati riconosciuti come Bonaventura da Forlì grazie al libro che tiene in mano ovvero il corpus poetico di Gasparino Borro. Inoltre, la figura di Bonaventura è riconosciuta grazie al soprannome Barbetta che gli venne affibbiato e grazie alla sua presenza in cicli di beati serviti. La seconda figura venne identificata come Giovanna da Firenze in quanto non solo venne citata parecchie volte nei versi di Gasparino come la beata Joanna ma anche dal medaglione che indossa. L'osservanza aveva profondo interesse per il soggetto della pietà per lo più espresso nella pittura.

Bonifacio de' Pitati, Il Redentore con gli apostoli, Venezia, Gallerie dell'Accademia

Un'opera significativa, già presente all'interno della Chiesa dei Servi a Venezia nel Cinquecento era quella realizzata dal veronese Bonifacio De Pitati e intitolata Cristo e gli apostoli contenuta attualmente nelle Gallerie dell'Accademia di Venezia. L'opera era stata commissionata da frate Anselmo Gradenigo, in quanto venne riportata l'iscrizione in Cicogna. Il committente, appartenente all'ordine dei Servi di Maria dal 1480, fece realizzare la pala nel 1533. Essa venne realizzata nelle portelle dell'altare delle reliquie della chiesa. Nelle due portelle sono raffigurati Cristo e San Filippo in primo piano con i restanti apostoli in secondo piano. In questo modo le portelle assumono una duplice funzione: custodia per le reliquie e pala d'altare.
Nella sagrestia, come ricordava Ridolfi nel 1648, era collocata la Sacra Conversazione con sant'Anna e San Ludovico da Tolosa, attribuita al veneziano Benedetto Diana. Le figure rappresentate in primo piano sono la Vergine in trono col bambino assieme a Giovannino e ai santi Anna e Ludovico di Tolosa in posizione eretta. La sacra conversazione era stata realizzata nel terzo decennio del Cinquecento è conservata alle gallerie dell'accademia a Venezia.

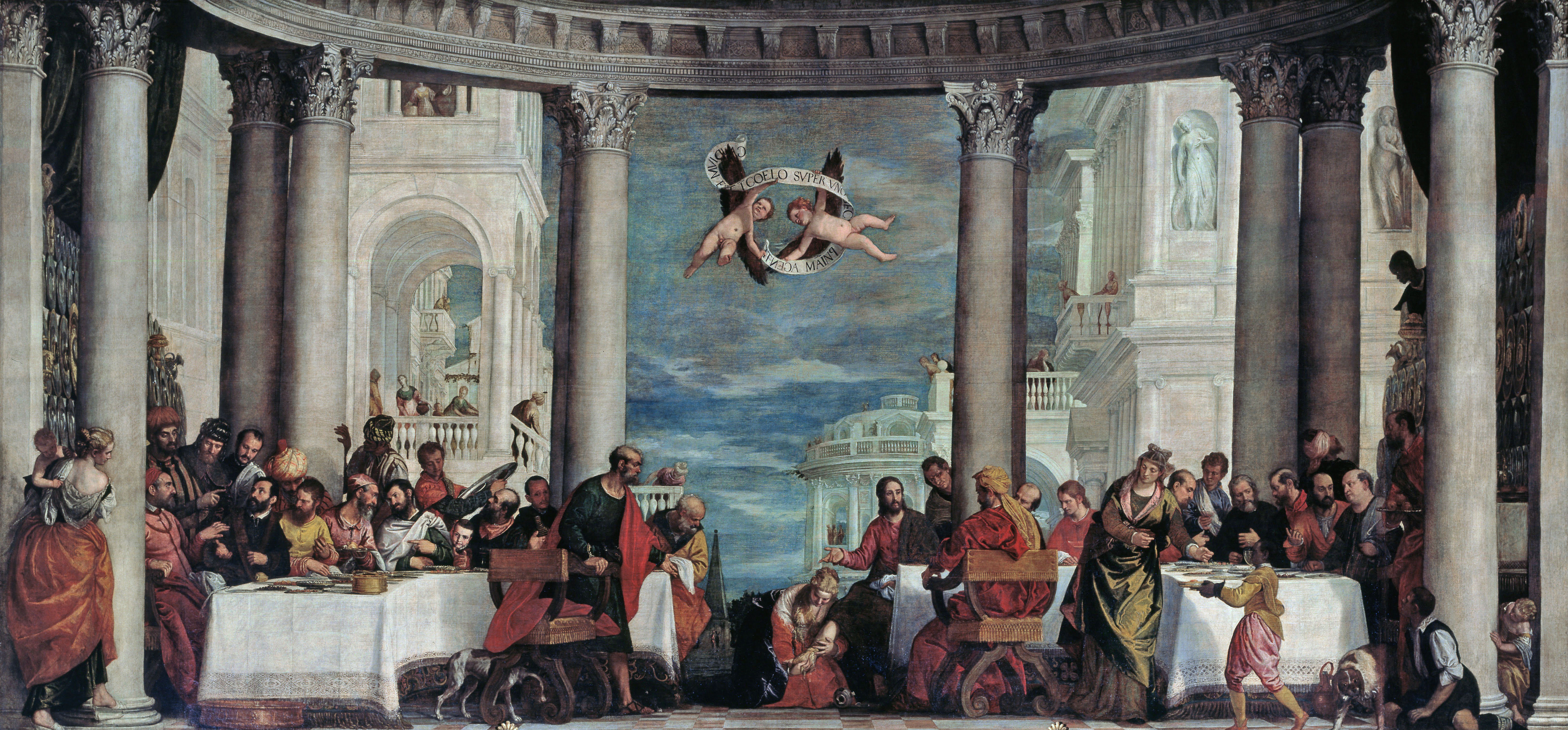
Paolo Veronese, Cena in casa di Simone fariseo, Reggia di Versailles

Un'ulteriore importante opera venne realizzata dal Veronese per il refettorio del convento, Si tratta della Cena in casa di Simone che nel 1664 venne donata dalla Repubblica al re di Francia e attualmente conservata al Musée National des Châteaux de Versailles et de Trianon.

### Cappella dei Lucchesi

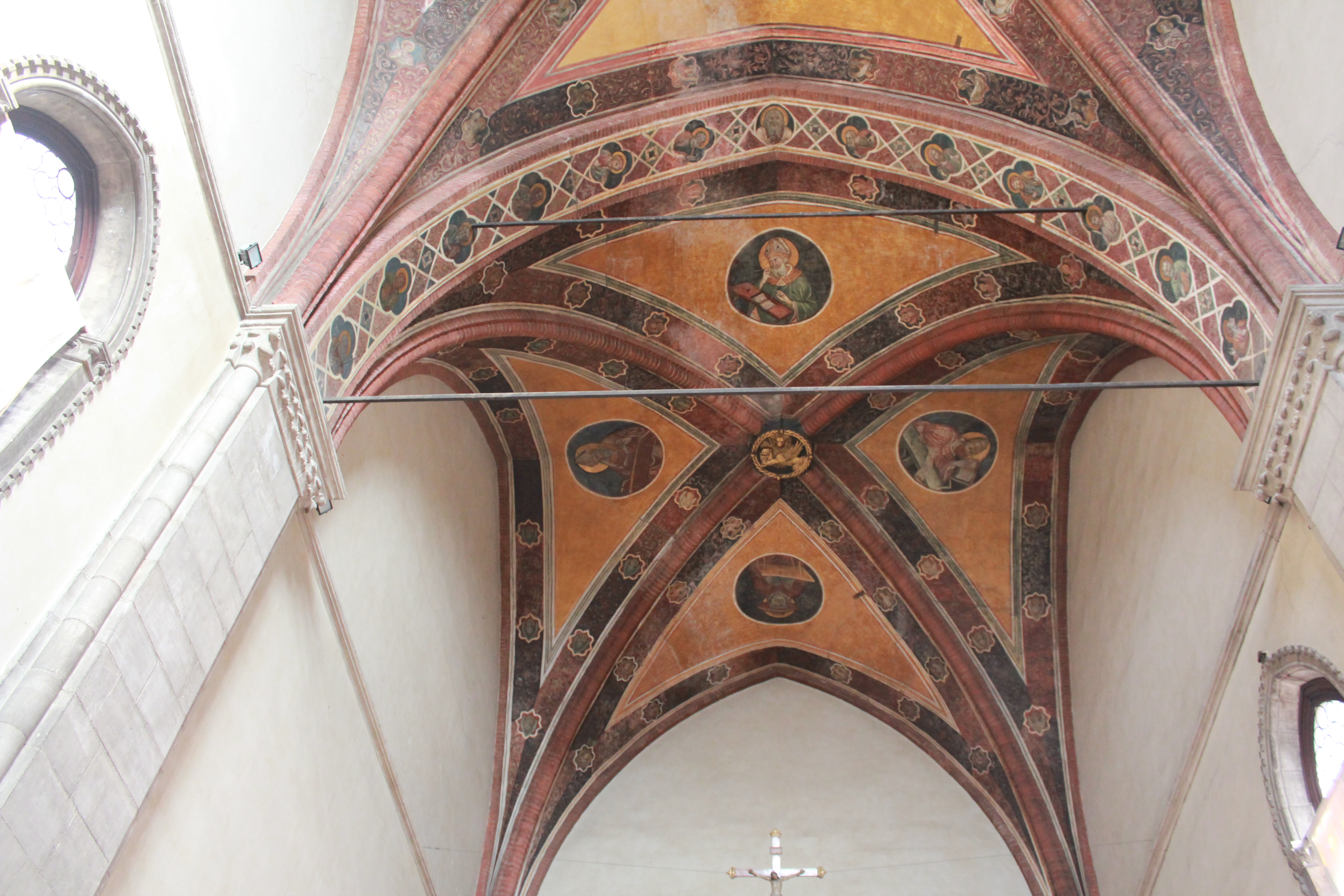
La volta a crociera affrescata da Nicoletto Semitecolo

Nella cappella dei Lucchesi il vano al di sopra del portico della cappella si ipotizza fungesse da estensione dello spazio dedicato alla sinfonia e quindi fosse destinato ad accogliere organo e cantori per le funzioni musicali. La struttura formata da colonne, pilastri e architrave presente nella controfacciata della cappella è stata interpretata come utile per una loggia esterna e aperta fabbricata al di sopra del portico ma non corrisponde con l'ipotesi precedentemente considerata. Si può interpretare la struttura come una loggia interna con funzione statica e decorativa e si ritiene che essa fosse presente dalle tracce di quattro archi a tutto sesto che si vedono ancora esternamente.
Fanno parte dell'apparato decorativo moderno un mosaico con l'Agnus Dei posto sulla lunetta della porta d'ingresso, dalla parte interna e un altare in stile neogotico con le sculture dei santi protettori dell'istituto Canal-Marovich, la Sacra Famiglia, la Maddalena e san Giovanni evangelista realizzata da Pietro Longo per la parte architettonica e da Vincenzo Cadorin per quella scultorea.
Sopravvivono gli affreschi sulle volte a crociera costolonate della struttura originale e le effigi di san Martino e del Leone marciano simbolicamente accostati sulle due chiavi di volta in quanto protettori e governatori della vita eterna. Gli affreschi rappresentano i simboli degli evangelisti nella volta a crociera vicino all'ingresso, mentre nella volta successiva vengono raffigurati i dottori della chiesa. Il perimetro di ciascuna vela è bordato da una fascia che presenta busti di santi e angeli, mentre, lungo il sottarco centrale, sono disposte in successione le figure degli apostoli che convergono a un tondo centrale con la rappresentazione di Dio padre. Il pittore che realizzò questi affreschi fu Nicoletto Semitecolo, pittore veneziano, attivo soprattutto a Padova dove rimangono alcune sue opere. Semitecolo concluse gli affreschi nel 1370 in cui compariva anche una parte di affresco in cui veniva rappresentata la Historia del Volto Santo nella Fraterna, successivamente eliminata e di cui non si hanno informazioni.

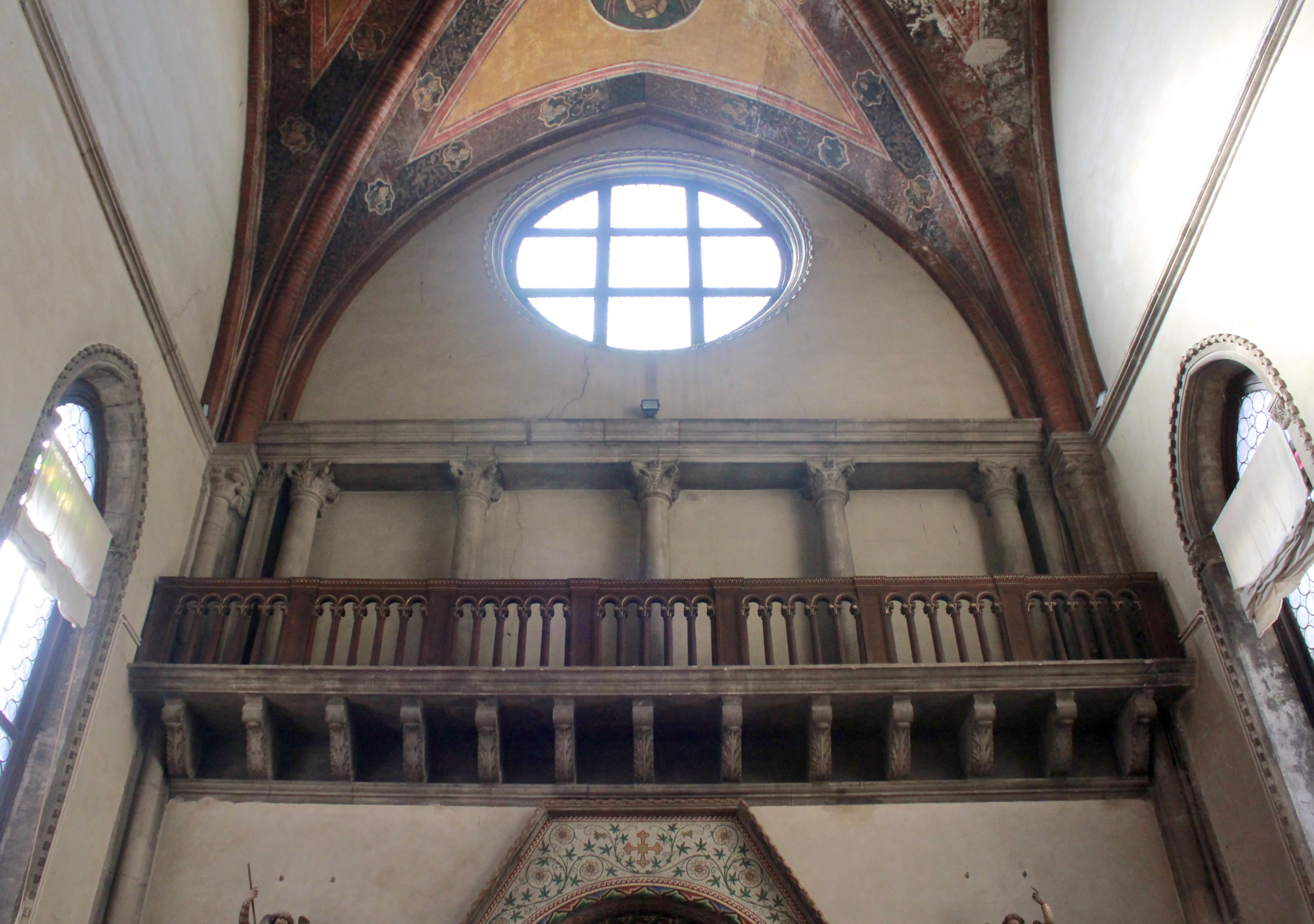
La loggia in controfacciata
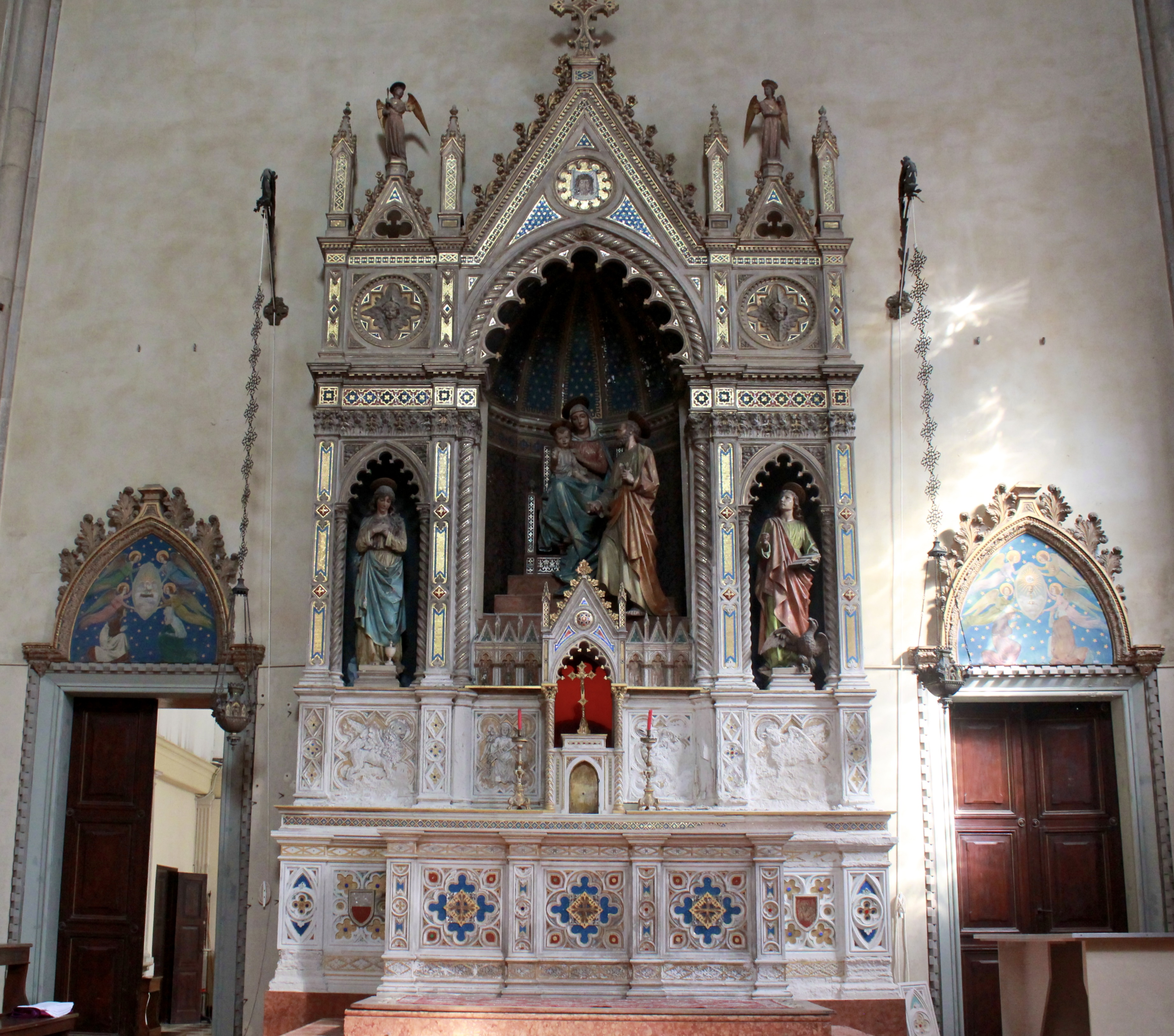
Altare e le porte ottocentesche verso l'altra cappella
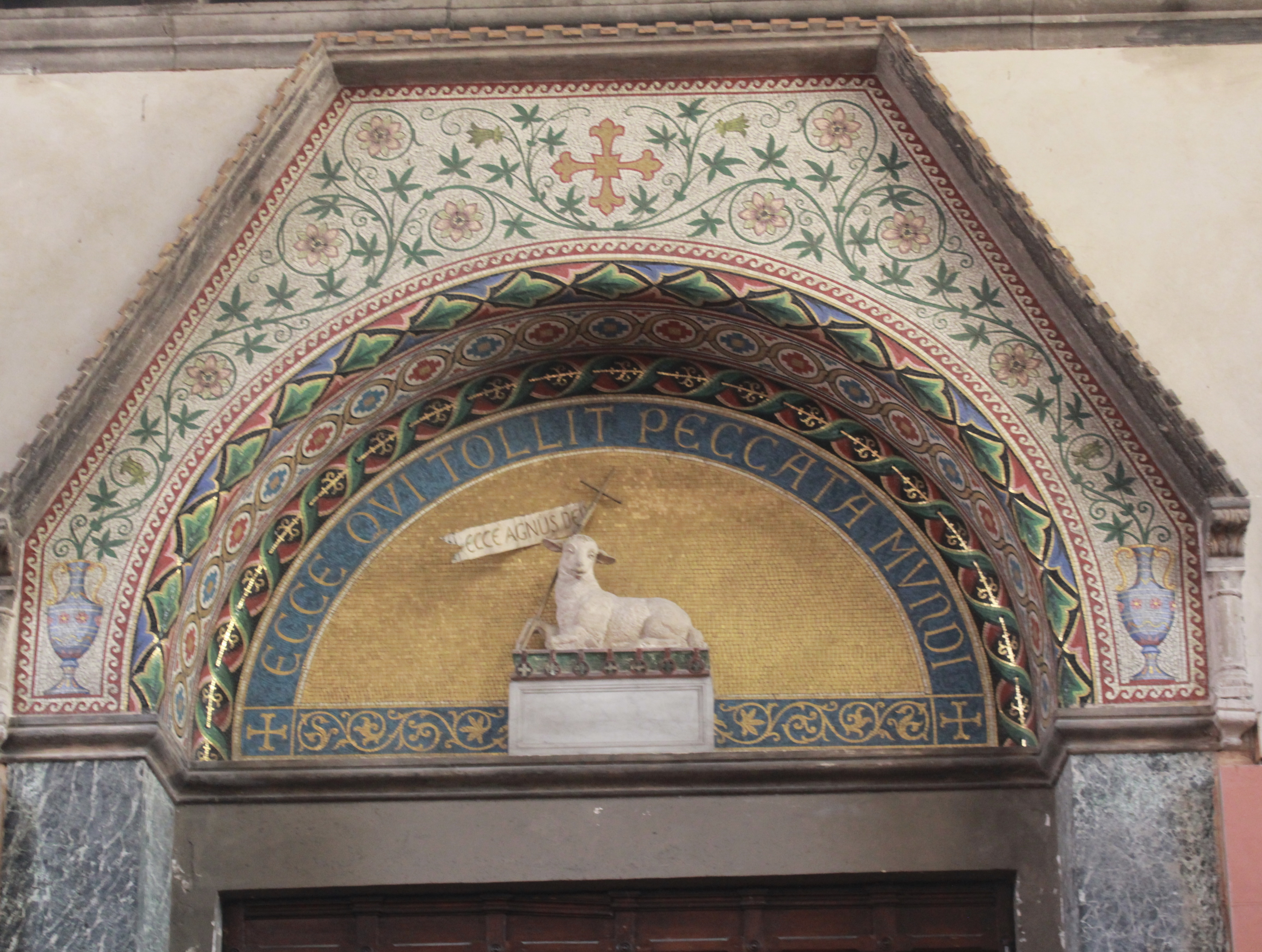
Decorazione musiva e scultorea all'interno della porta d'ingresso